# Де-Севр
Де-Севр (фр. Deux-Sèvres, дослівно — «два Севри») — департамент на заході Франції, один з департаментів регіону Нова Аквітанія.
Порядковий номер 79. Адміністративний центр — Ніор. Населення 344,4 тис. чоловік (64-е місце серед департаментів, дані 1999 р.).

## Географія
Площа території 5 999 км². Через департамент протікають річки Севр-Нантез і Севр-Ньортез, від яких і походить його назва.
Департамент включає 3 округи, 33 кантони і 307 комун.

## Історія
Де-Севр — один з перших 83 департаментів, утворених під час Великої французької революції в березні 1790 р. Виник на території колишньої провінції Пуату.